# Région de Surselva

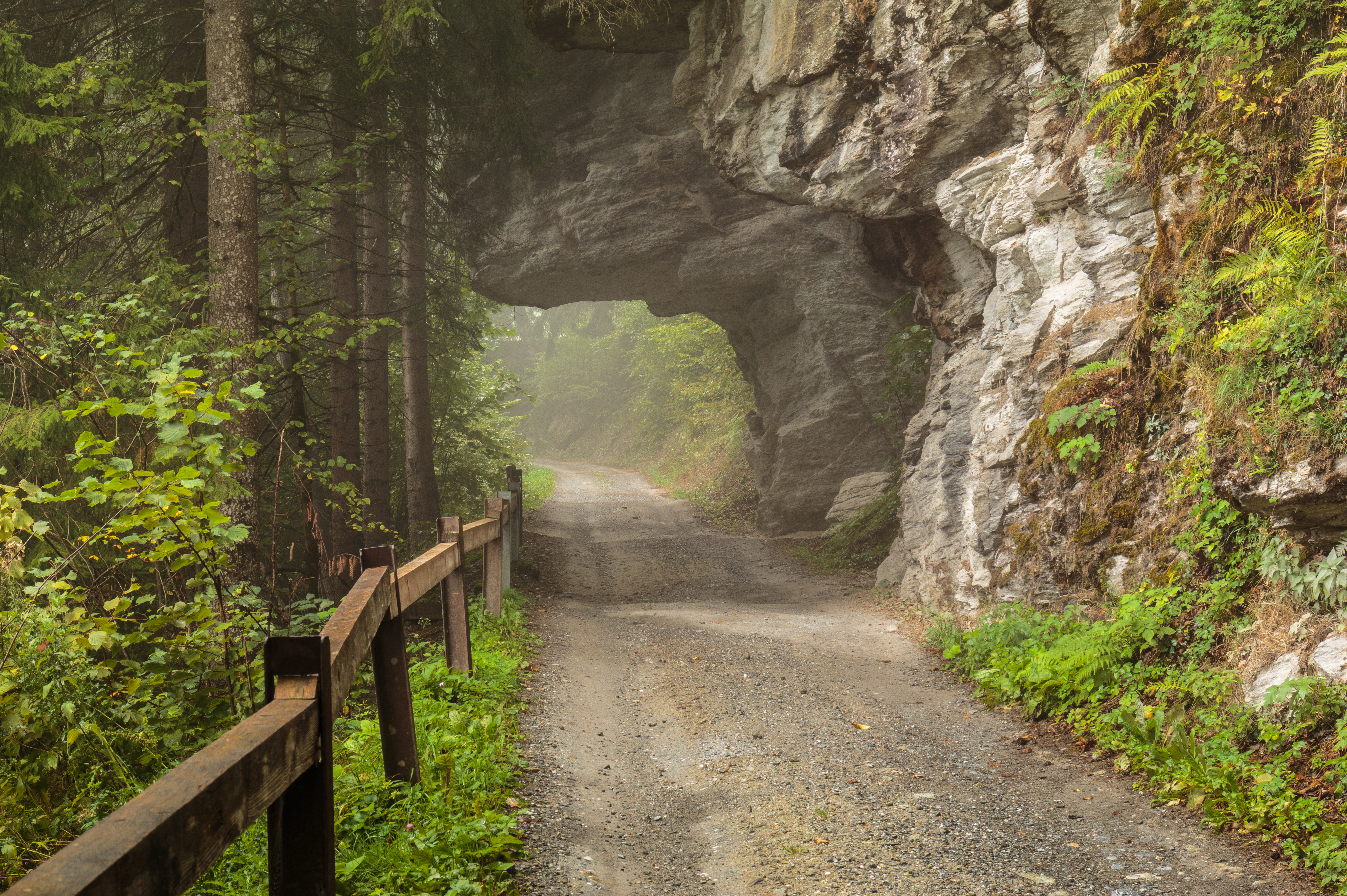
Route entre Breil/Brigels et Waltensburg/Vuorz, dans la région de Surselva. Septembre 2018.

La région de Surselva est une région du canton des Grisons en Suisse. 
Elle remplace depuis le 1er janvier 2017 le district de Surselva, dont elle reprend le périmètre.
La langue la plus parlée dans cette région est le Romanche. Cette région constitue donc l'une des dernières possédant cette langue en perdition en Suisse.

## Communes
| Nom               | N° OFS | Population (décembre 2022) |
| ----------------- | ------ | -------------------------- |
| Breil/Brigels     | 3981   | +001 719,                  |
| Disentis/Mustér   | 3982   | +002 009,                  |
| Falera            | 3572   | +000637,                   |
| Ilanz/Glion       | 3619   | +004 969,                  |
| Laax              | 3575   | +002 001,                  |
| Lumnezia          | 3618   | +002 029,                  |
| Medel (Lucmagn)   | 3983   | +000332,                   |
| Obersaxen Mundaun | 3988   | +001 138,                  |
| Safiental         | 3672   | +000952,                   |
| Sagogn            | 3581   | +000755,                   |
| Schluein          | 3582   | +000597,                   |
| Sumvitg           | 3985   | +001 082,                  |
| Trun              | 3987   | +001 152,                  |
| Tujetsch          | 3986   | +001 180,                  |
| Vals              | 3603   | +000955,                   |
| Total             | Total  | +021 507,                  |